# Maria av Kastilien
Maria av Kastilien, född 14 november 1401, död 7 september 1458, var drottning i Aragonien och Neapel som gift med Alfons V av Aragonien. Hon var Aragoniens ställföreträdande regent under sin makens frånvaro 1420–1423 och 1432–1458. 
Maria beskrivs som en effektiv regent som styrde den aragoniska kronan enligt Alfons instruktioner, och hon lyckades genomdriva de finansiella medel han behövde för sin italienska politik. Hon uppmärksammas främst för den framgångsrika diplomatiska fredspolitik hon drev mellan Kastilien och Aragonien, under en tid med svåra spänningar mellan länderna och då hennes svåger prins Johan låg i konflikt med hennes bror för att bli kronprins i Kastilien. 1453 slöt Maria freden i Valladolid mellan Aragonien och Kastilien.

## Biografi

### Kastiliens tronarvinge
Maria var det förstfödda barnet till Henrik III av Kastilien och Katarina av Lancaster. Hon var sina föräldrars första barn efter åtta års äktenskap, och hon ersatte sin farbror i tronföljden och utropades till tronarvinge i Toledo i januari 1402. Hon förlorade sin ställning som tronföljare vid sin bror Johans födelse i mars 1405, då hon var fyra år gammal. I sin fars testamente förklarades hon som sin brors tronarvinge och trolovades med sin kusin prins Alfons, son till hennes farbror Ferdinand, för att säkra Ferdinands lojalitet i händelse av en förmyndarregering.
Hennes far avled 1406 och efterträddes av hennes ett år gamla bror Johan under förmynderskap av deras mor och deras farbror prins Ferdinand, som tackade nej till Kastiliens krona för egen del och blev hennes brors regent. Katarina blev därmed återigen Kastiliens tronarvinge efter sin bror kungen. Som prinsregent fullföljde hennes farbror prins Ferdinand förlovningen mellan sin son Alfons och sin brorsdotter, Kastiliens tronföljare Katarina, och utverkade en dispens från påven för förbjuden släktskap. I april 1408 i Tordesillas undertecknades äktenskapsförordet mellan Maria och Alfons. I samband med det fick Alfons titeln hertig och möjligheten att ärva Kastiliens tron genom henne jure uxoris. Hennes farbror delade ansvaret för förmyndarregeringen med hennes mor Katarina, som tros ha agerat föredöme för Maria i hennes egenskap av regent senare i livet. De två ska ha stått varandra nära och brevväxlade sedan Maria lämnat Kastilien.
Prinsregent Ferdinand deltog i tronföljdskriget i Aragonien, som utbröt 1410, och utropades i juni 1412 till kung Ferdinand I av Aragonien. Hans son Alfons blev därmed kronprins av Aragonien, och bekräftades formellt som sådan i januari 1415.

### Aragoniens drottning
Vigseln mellan Maria och Alfons ägde slutligen rum i Valencia i Aragonien 12 juni 1415. I april 1416 avled hennes svärfar och farbror, och hennes make besteg tronen som Alfons V av Aragonien, vilket gjorde henne till drottning. Hon blev dock aldrig krönt, eftersom detta inte var vanligt för drottningar i Aragonien. 
Den äktenskapliga relationen mellan Maria och Alfons ska ha varit i praktiken obefintlig, och paret fick inga barn. Alfons tvangs av politiska skäl leva i Italien, och Maria tvangs stanna kvar i Aragonien för att styra landet åt honom i hans frånvaro. Detta har traditionellt beskrivits som anledningen till att paret levde separerade under nästan hela deras äktenskap. I själva verket uppmärksammades deras brist på nära relation redan 1417, när kungaparet fortfarande levde tillsammans i Aragonien. Alfons otrohet med Giraldona Carlino 1423 ska ha sårat henne. Paret brevväxlade intensivt, men deras korrespondens handlade om politik och har uppmärksammats för sin frånvaro av alla tecken på personlig kärlek. Alfons ignorerade som regel också hennes uppmaningar om att han skulle återvända, gick aldrig med på hennes förslag att hon skulle besöka honom i Italien, och inkluderade henne inte i sitt testamente. Däremot framgår det att Alfons litade på henne och uppskattade henne i egenskap av politisk medarbetare.   
Maria beskrivs som sjuklig. Det är möjligt att hon led av epilepsi, och hon överlevde också smittkoppor som förstörde hennes utseende. Under hennes resa till bröllopet insjuknade hon på vägen, vilket gjorde att bröllopet fick skjutas upp några dagar, och vid flera tillfällen noteras hon vara allvarligt sjuk. Hennes återkommande sjukdomsperioder sköt vid flera tillfällen upp planer och hotade ofta hennes liv. Hon mottog beundran för att hon inte tillät sina hälsoproblem hindra henne att utföra viktigt arbete under svåra omständigheter, något som sågs som ett bevis på hennes starka personlighet och karaktär. 

#### Aragoniens regent
Maria spelade stor roll under Alfons V:s regeringstid. Hon fungerade som ställföreträdare för sin make under hans frånvaro. Eftersom han var frånvarande under nästan hela sin regeringstid, var det i praktiken Maria som regerade Aragonien under hans tid som kung. Som ställföreträdande regent fick hon den formella titeln generallöjtnant. 
Alfons V hade stora politiska ambitioner i Italien. Under sin regeringstid tillbringade han mer och mer tid i Italien, för att så småningom bosätta sig där permanent, och särskilt sedan han 1442 lyckades bli kung i Neapel. Maria utnämndes till rikets ställföreträdande regent för första gången i maj 1420, strax innan kungen reste till Italien på den första expeditionen. Hon innehade befattningen under den tid som denna första frånvaro varade, det vill säga i tre år, fram till 1423. Hon utnämndes sedan rutinmässigt till regent nästa varje gång Alfons reste utomlands, vilket skedde allt oftare. 
1432 regerade hon under fyra år. I januari 1436 skickade Alfons instruktioner om att hon tillfälligt skulle ersättas som regent av hans bror prins Johan, detta eftersom han inte ville att hon skulle sköta fredsförhandlingarna mellan Aragonien och hennes eget hemland Kastilien. Hennes regeringsområde reducerades därför till Katalonien. Från november 1438 fungerade hon återigen som regent för hela kungariket när prins Johan var utomlands, i hans fall i Kastilien och där han försökte bli utsedd till tronarvinge. 1446 reducerades Maria återigen till regent enbart i Katalonien, sedan prins Johan hade återvänt. Hon regerade i riksdelen Katalonien till oktober 1453, då hon fick i uppgift att resa till Kastilien för ett diplomatiskt uppdrag. Hon ersattes i sin frånvaro av Galcerán de Requesens. Hon var återigen Kataloniens regent från 1457 och fram till sin död. 
Hon beskrivs som en regent som skötte regeringens angelägenheter med stor effektivitet utifrån kungens instruktioner. I egenskap av ställföreträdande regent var det inte hennes uppgift att ha egna åsikter utan att genomdriva Alfons åsikter, något hon ofta ska ha gjort framgångsrikt. Som regent var det hennes uppgift att sammankalla ständerförsamlingen Cortes och genom diplomati genomdriva Alfons önskningar, vilket ofta handlade om att utverka pengar för att finansiera hans politiska ambitioner i utlandet. Maria fick hantera den svåra konflikt mellan borgare och bönder som under denna period ägde rum i riksdelen Katalonien, en konflikt som i slutändan ledde till ett kortvarit inbördeskrig. När Alfons V tillfångatogs under sitt krig i Italien 1435, organiserade Maria insamlandet av lösensumman och köpte honom fri. 

#### Påveschismen
Ett annat problem var den pågående schismen mellan de två påvarna, och den konfrontation som resulterade därav med påven Martin V. När motpåven Benedikt XIII dog i maj 1423 tog Maria och rådet i Valencia initiativet att omringa Peñíscola och tillfångata de schismatiker som stödde den nya motpåven Clemens VIII. Drottningens attityd fick erkännande från påven, som rekommenderade Alfons V att följa hennes exempel. Kungen hade vid den tiden bestämt sig för att höja tonen i sin konfrontation med påven. Schismen mellan påven Martin V och Alfons försatte Maria i en svår situation. Alfons stödde motpåven och hans anhängare, vars centrum i Aragonien fanns i Peñíscola, samtidigt som påven försökte påverka Maria och de aragonska prästerna. Dessa tvingades dock ta hänsyn till kungens vilja. 

#### Kastilien och Aragonien
Marias största insats som regent anses vara den ledande roll hon spelade i relationerna mellan Kastilien och Aragonien; hennes ingripanden bidrog till att uppnå vapenvila eller upprätthålla fred i stunder av svår instabilitet. De första åtgärderna går tillbaka till 1420, då Tordesillas-kuppen inledde den långa konfrontationen i Kastilien mellan hennes svåger Johan av Aragonien och hennes bror kung Johan II av Kastilien. Drottningen ingrep där framgångsrikt för att förhindra sammandrabbningarna. Efter prins Henriks fängslande (juni 1422), flydde hans hustru Catalina till Aragonien, där hon välkomnades av Maria. Detta faktum framkallade den första protesten från en kastiliansk ambassad i Neapel. De kastilianska händelserna var ett allvarligt hinder för Alfons italienska politik, eftersom de orsakade en betydande minskning av familjens inkomster i Aragonien. Dessa inkomster finansierade hela hans politik. 
I juni 1424 försökte en aragonisk ambassad upprätta kontakter i Kastilien, dela rådet, skilja prins Johan från Álvaro de Luna och säkra Henriks frigivning. Det officiella förslaget var att hålla ett personligt möte mellan de aragoniska och kastilianska kungarna. När detta initiativ dock misslyckades, föreslog aragoneserna ett möte med Maria och hennes bror, Johan II. 
Drottningens viktigaste ingripande ägde rum 1429. Sedan april samma år hade Alfons V varit fast besluten att vidta åtgärder mot Kastilien som skulle återställa flödet av hans familjs inkomster till Aragonien; han hoppades uppnå ett uppror av den kastilianska adeln, vilket inte inträffade. Drottningens och den påvliga legaten Pedro de Foix beslutsamma ingripande, vilket stod mellan den kastilianska och aragoniska armén (28–30 juni 1429), lyckades stoppa fientligheterna. Detta tillät det hedervärda tillbakadragandet av den aragoniska armén, vars misslyckande var oundvikligt. Det råder ingen tvekan om att Alfons V skulle ha använt sin hustru som försäkring ifall operationsförloppet inte varit gynnsamt.
År 1435, när vapenvilan som överenskommits med Kastilien var på väg att löpa ut, besegrades Ponza. Återigen räddade Maria, tillsammans med sin svägerska Blanca II av Navarra, den svåra situationen i Aragónien och fick från Kastilien en viktig förlängning av nämnda vapenvila. Detta skulle möjliggöra förhandlingar om en fred, undertecknad i Toledo i september 1436. 
Álvaro de Lunas död skapade nya möjligheter för aragoneserna i Kastilien, även om en eventuell återkomst av kronprins Johan orsakade oro för många; önskan om fred i Aragonien tvingade kronprins Johan att ge efter för Marias krav. Av denna anledning mötte han drottning Maria för att förhandla och uppnå en fördelaktig fred. Hon anlände till Valladolid den 11 november 1453; en månad senare (7 december 1453) undertecknades ett avtal, en vapenvila, som återupprättade frihandeln och utnämnde domare för att fastställa ömsesidig skadeersättning. I och med Johan II:s död fortsatte förhandlingarna om undertecknandet av det slutliga avtalet (oktober 1454) mellan Henrik IV av Kastilien och kronprins Johan, vilket bekräftades av den senare några månader senare. Han fick även skälig kompensation för sin förlorade inkomst i Kastilien.
Genom drottningens medling uppnåddes också en försoning mellan Karl av Viana och hans far, vilket innebar att han släpptes ur fängelset.

### Sista tid
Marias hälsotillstånd förvärrades från början av 1457, och den 21 februari, medan hon var i Zaragoza, upprättade hon ett testamente. Hon lämnade denna stad i augusti, svårt sjuk, på väg till Valencia; efter ett stopp i Segorbe anlände hon till sin destination den 19 oktober i ett tillstånd som tycktes indikera hennes förestående död. Men, delvis återhämtad, fortsatte hon leva ytterligare ett år. I denna stad fick hon beskedet om sin makes död, några dagar efter att denna händelse inträffade (27 juni 1458). Hon beviljade en kodicil den 31 augusti, som hon inte längre kunde skriva under. Hon dog fyra dagar senare. Hon begravdes i den heliga treenighetens kloster, som hon hade tillägnat till de fattiga Clares.